# Tim Thomas

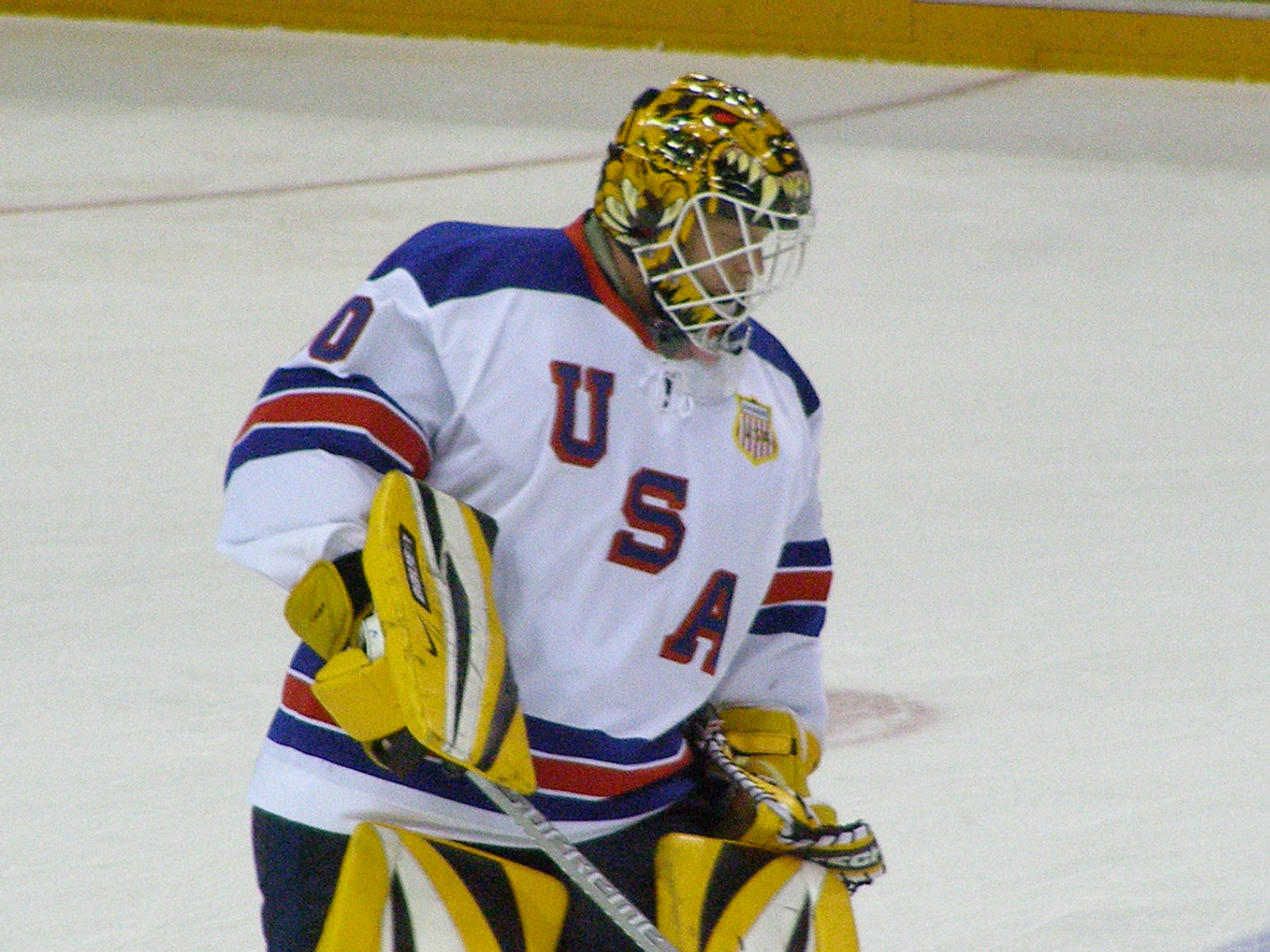
Tim Thomas i VM 2008.

Timothy James "Tim" Thomas, Jr., född 15 april 1974 i Flint, Michigan, är en amerikansk före detta professionell ishockeymålvakt som sist spelade för Dallas Stars. Han spelade i Elitserien för AIK säsongen 2000–01. Han har även spelat några säsonger i den finska FM-ligan för Kärpät, HIFK samt Jokerit.
Sedan hösten 2005 spelade Thomas i NHL för Boston Bruins. Han hade innan dess endast spelat 4 matcher i NHL, även dessa för Boston Bruins säsongen 2002–03 och gjorde således en ganska sen debut som ordinarie målvakt i NHL. Säsongen 2008–09 utsågs han till NHL:s bästa målvakt då han fick utmärkelsen Vezina Trophy. Han fick även samma säsong utmärkelsen Roger Crozier Saving Grace Award för bästa räddningsprocent bland alla målvakterna i ligan under grundserien.
Säsongen 2010–11 utsågs han återigen till bästa målvakt i NHL och var en av de stora nyckelspelarna när Bruins vann Stanley Cup. Han tilldelades även Conn Smythe Trophy som den mest värdefulle spelaren i Stanley Cup-slutspelet.
Han har representerat USA i VM vid fyra tillfällen: 1995, 1996, 1998 samt 2008.

## Meriter
- Stanley Cup 2011
- Conn Smythe Trophy 2011
- Vezina Trophy 2008–09 och 2010–11
- Roger Crozier Saving Grace Award 2008–09
- NHL:s All-Star match 2008, 2009 och 2011

## Klubbar
- New York Islanders 2013–
- Boston Bruins 2002, 2005–2012
- Jokerit 2004–05
- Providence Bruins 2002–2004
- Kärpät 2001–02
- AIK 2000–01
- Detroit Vipers 1999–00
- HIFK 1998–99
- Hamilton Bulldogs 1997–98